# Braindead
Pour les articles homonymes, voir Brain Dead.
Pour plus de détails, voir Fiche technique et Distribution.
Braindead (litt. « Mort cérébrale ») est un film néo-zélandais réalisé par Peter Jackson et sorti en 1992. Écrit par Peter Jackson, son épouse Fran Walsh ainsi que Stephen Sinclair, le film se passe en 1957 et raconte l'histoire de Lionel (Timothy Balme), un jeune homme vivant chez sa mère stricte Vera (Elizabeth Moody (en)), à Wellington. Après qu'il a débuté une relation amoureuse avec une jeune femme nommé Paquita (Diana Peñalver), sa mère Vera est mordue par une créature hybride singe-rat de Sumatra et commence à se transformer en zombie, tout en contaminant l'ensemble du quartier.
Produit avec un budget de 3 millions de dollars, Braindead était à l'époque le film le plus coûteux de Peter Jackson. Il reçoit des critiques positives mais il est un échec commercial. Cependant, il deviendra culte au fil des années grâce à son exploitation vidéo et il est considéré comme l'un des films les plus sanglants jamais réalisés.

## Synopsis
En 1957 sur l'Ile du Crâne, le zoologiste Stewart McAlden capture un Singe Rat de Sumatra réputé comme étant un mélange de singe arboricole violé par des rats pestiférés. L'équipe s'enfuit, poursuivie par les indigènes mais Stewart est griffé par le singe et ses acolytes le démembrent avant de le tuer par peur de la réputation de la créature. Le singe est néanmoins envoyé au Zoo de Wellington en Nouvelle Zélande comme il le voulait.
À Wellington, Lionel Cosgrove, un jeune homme introverti, rencontre Paquita María Sánchez qui tient une épicerie avec ses grands-parents. Cette dernière est persuadée qu'il s'agit de son grand amour à la suite d'une prédiction de sa grand-mère. Bien qu'intéressé, Lionel doit s'occuper de sa mère, Vera, qui le manipule et ne supporte pas qu'une autre femme puisse entrer dans sa vie. Les deux amoureux se rendent au zoo où Lionel avoue qu'il a une peur panique de l'eau depuis que son père est mort en voulant le sauver de la noyade. Contre toute attente, Vera les a suivis et est mordue par le Singe Rat qu'elle tue. Les jours suivants, son état empire jusqu'à ce qu'elle revienne à la vie, transformée en zombie. Elle mange alors le chien de Paquita et tue l'infirmière McTavish venue l'examiner qui se transforme à son tour. Lionel les enferme dans la cave et leur injecte un tranquilisant. Se rendant chez Paquita pour discuter, Lionel est suivie par sa mère qui s'est échappée mais est renversée par un tram. Lionel a juste le temps de lui donner une nouvelle dose pour qu'elle paraisse morte aux yeux de tous.
Durant l'enterrement, Lionel réussit à nouveau à calmer sa mère et se rend de nuit dans le cimetière pour lui injecter une énième dose mais est pris à partie par des délinquants qui le prennent pour un nécrophile. Vera les tue mais contamine leur chef Void ainsi que le Père McGruder. Ne sachant que faire, Lionel les ramène chez lui où il tente de s'en occuper comme il peut. Il reçoit alors la visite de son oncle Les qui prétend que Vera avait eu un accord avec elle pour qu'il reçoive une part de l'héritage. Lionel lui promet qu'il s'en occupera mais doit également gérer le bébé zombie né du Père McGruder et de McTavish. Pour éviter de mettre Paquita en danger, Lionel rompt avec elle. À la suite d'une sortie au parc avec le bébé, Lionel reçoit à nouveau la visite de son oncle qui a découvert les cadavres dans la cave qui accepte de garder le secret si son neveu lui donne la totalité de l'héritage. Les en profite le soir même en faisant une immense fête dans la maison.
Durant la soirée, Paquita décide de s'expliquer avec Lionel et le découvre dans la cave avec les zombies. Elle finit par le convaincre de les tuer en leur injectant du poison qui s'avère être un stimulant. Les zombies stimulés s'échappent et tuent tous les invités qui se transforment à leur tour mais Les et Paquita se défendent. Lionel, lui, a pu se réfugier dans le grenier où il découvre une malle contenant le squelette d'une femme et des photos. Il comprend que son père avait une maîtresse et que Vera les a tué tous les deux sous ses yeux mais qu'il a interiorisé tout cela. Il s'arme alors d'une tondeuse à gazon et tue les zombies restants. Les poursuit le bébé zombie dans la cave et se fait tuer par une Vera zombie gigantesque qui prend en chasse Lionel et Paquita sur le toit. Son fils lui dit qu'il n'a plus peur d'elle et la tue de l'intérieur grâce au pendentif que la grand-mère de Paquita lui avait donné pour le protéger. Vera tombe alors dans la maison en flamme et meurt définitivement.
Les deux amoureux s'embrassent et partent main dans la main pendant que les pompiers tentent de contenir l'incendie.

## Fiche technique
Sauf indication contraire, les informations mentionnées dans cette section peuvent être confirmées par la base de données cinématographiques IMDb,  présente dans la section « Liens externes ».
- Titre original et français : Braindead
- Titre américain : Dead Alive
- Réalisation : Peter Jackson
- Scénario : Peter Jackson, Fran Walsh et Stephen Sinclair
- Musique : Peter Dasent (en)
- Photographie : Murray Milne
- Producteur : Jim Booth
- Sociétés de production : WingNut Films, Avalon Studios Limited et The New Zealand Film Commission
- Sociétés de distribution : Trimark Pictures (États-Unis), John Maynard Productions (Nouvelle-Zélande), Diaphana Films (France)
- Budget : 3 000 000 $ (estimation)
- Pays de production :  Nouvelle-Zélande
- Langue originale : anglais
- Genre : comédie horrifique
- Durée : 104 minutes
- Dates de sortie :
  - Nouvelle-Zélande : 13 août 1992
  - France : 27 avril 1993
- Classification[1] :
  - États-Unis : R
  - France : interdit aux moins de 16 ans
  - Nouvelle-Zélande : interdit aux moins de 16 ans

## Distribution
- Timothy Balme (VF : Éric Etcheverry) : Lionel Cosgrove
- Diana Peñalver (VF : Agnès Roux) : Paquita Maria Sanchez
- Elizabeth Moody (en) (VF : Tamila Mesbah) : Vera Cosgrove, la mère de Lionel
- Ian Watkin (VF : Patrice Melennec) : l'oncle Leslie Kalkon
- Brenda Kendall : l'infirmière Emma McTavish
- Stuart Devenie (VF : Pierre Baton) : le père Jon McGruder
- Jed Brophy : Thomas Jacob « Void » Randell
- Murray Kean : Pete « Scroat » Otis
- Lewis Rowe (VF : Robert Darmel) : Albert Matheson
- Glenis Levesiam : Nora Matheson
- Elizabeth Mulfaxe : Rita Bridell
- Tina Regtien : Mandy
- Harry Sinclair (en) : Roger Tryton
- Davina Whitehouse (en) (VF : Lisette Lemaire) : Mary Sanchez, la grand-mère de Paquita
- Silvio Famularo (VF : Richard Leblond) : Slaver Don Sanchez, le père de Paquita
- Bill Ralston (en) : Stewart Mcalden, l'envoyé spécial du zoo
- Peter Jackson : l'assistant des pompes funèbres (caméo)

## Production
Pour la distribution, Peter Jackson choisit des acteurs inconnus du grand public tels que Timothy Balme, Diana Peñalver (imposée par un producteur espagnol ; lorsque ce dernier fit faillite, Jackson conserva toutefois le personnage), Elizabeth Moody (que l'on peut revoir dans Créatures célestes), Ian Watkin. Sachant que Timothy Balme n'avait jamais vu de film d'horreur de sa vie et que Diana Peñalver pleurait à la vue du sang, ils exécutent tous les deux une performance d'acteur dans cette œuvre.
Le tournage a lieu de septembre à octobre 1991 en Nouvelle-Zélande (Wellington, Karori, région de Wairarapa). Peter Jackson s'est servi de centaines de litres de faux sang pour la réalisation de ce film qui s'est voulu être résolument le film plus gore de tous les temps[réf. nécessaire].

## Distinctions
Sauf mention contraire, cette liste provient d'informations de l'Internet Movie Database.

### Récompenses
- Meilleurs effets spéciaux au Festival international du film de Catalogne en 1992.
- Grand prix au Festival international du film fantastique d'Avoriaz 1993.
- Silver Scream Award au Festival du film fantastique d'Amsterdam 1993.
- Meilleur film et meilleurs effets spéciaux au Fantasporto en 1993.
- Meilleur film, meilleur réalisateur, meilleur acteur (Timothy Balme) et meilleur scénario aux New Zealand Film and TV Awards en 1993.

### Nominations
- Saturn Awards du meilleur film d'horreur et des meilleurs effets spéciaux en 1993.

## DVD/Blu Ray
Annoncé en décembre 2009 par Peter Jackson, un Blu Ray du film est sorti au mois d'octobre 2011 aux États-Unis. Actuellement, aucune édition n'est prévue pour la France.
En octobre 2018,, Peter Jackson annonce la restauration 4K de ses trois premiers films, dont fait partie Braindead.